# FK Arsenal Česká Lípa
FK Arsenal Česká Lípa ist ein tschechischer Fußballklub aus der nordböhmischen Stadt Česká Lípa. In den Jahren 1996 bis 1999 spielte der Verein drei Jahre lang in der zweithöchsten tschechischen Liga. Aktuell (Saison 2010/11) tritt er in der dritthöchsten Liga, der ČFL, an. Im Jahr 1987 stieß Arsenal bis in das Viertelfinale des  tschechischen Fußballpokals vor.

## Vereinsnamen
- 1927 – ČsSK Česká Lípa
- 1945 – Sokol Česká Lípa
- 1946 – Sokol Železničáři Česká Lípa
- 1948 – Sokol Tatra Česká Lípa
- 1953 – DSO Spartak Česká Lípa
- 1960 – TJ Spoza Česká Lípa
- 1961 – TJ SZ Česká Lípa
- 1977 – TJ Vagonka Česká Lípa

## Saisonergebnisse
- 2009/10: 3. Liga – 13. Platz
- 2010/11: 3. Liga – 11. Platz
- 2011/12: 3. Liga – 11. Platz
- 2012/13: 3. Liga – 10. Platz

## Trainer
- Radim Nečas senior (2010)